# Aina Llull Salom
Aina Llull Salom, artísticament coneguda com Aina Llull (Sant Llorenç des Cardassar, 15 de novembre de 1969) és una pintora mallorquina. Treballa l'abstracció des de l'expressionisme amb una vesant minimalista.
Comença a pintar des de jove i passa per diferents tallers, com el de Joan Vich a Palma, abans d'entrar a la Facultat de Belles Arts de Barcelona el 1989. Resideix un temps a França i el 1994 reb una beca Erasmus a la Ecole des Beaux-Arts de Marseille, gràcies a la qual resideix a Marsella, a París i a Menton. A Marsella treballarà en el taller de Kim Soun Gui (artista visual) i en el taller de Sonja Hopf, profunditzant en l'art del gravat que influirà la seva obra per la utilització d'eines com espàtules i burins en lloc de pinzells, visibles en la seva primera exposició individual el 1995, ”Massalia”.
Continúa durant 1996 la seva formació artística a la Accademia di Belle Arti di Bologna (Itàlia) i des de 1997 passa temporades més llargues a Mallorca on realitza vàries exposicions. Des de 2007 compagina la seva tasca artística amb la de cap de departament d'art a l'enseñança secundària. El 2014, com conseqüència de la participació a diferents festivals internacionals, comença una llarga col·laboració en projectes artístics amb diversos països (Vorera a Vorera Marroc-Mallorca, Imago Mundi, The Bridge, etc).
En les seves primeres obres (1989) s'observa una influència cubista d'autors com Juan Gris caracteritzant-se per obres molt monocromes amb una paleta molt restringida. Més tard comença a introduir la utilització de nous materials la qual cosa fa que les seves obres esdevenguin més matèriques i tridimensionals. Uns anys més tard i coincidint amb les seves estades en el nord d'Àfrica, passa a emprar un traç i una pinzellada més equilibrada i mostra també un canvi en la paleta de colors. Ha exposat a diferents indrets d'Europa i Nord d'Àfrica. D'altra banda ha col·laborat en diverses ocasions en projectes gràfics, com el Cartell 25 Aniversari Flor de Card; a Sant Llorenç des Cardassar (Mallorca) i la portada de la revista Flor de Card nº 234 (1997).

## Exposicions individuals
- “Massalia”. Galeria Torre de Ses Puntes. (Manacor, Mallorca). Individual (1995).[3]